# Jay Lorsch
Jay William Lorsch (* 8. Oktober 1932 in Saint Joseph (Missouri); † 5. August 2025) war der Louis E. Kirstein Professor of Human Relations an der Harvard Business School. Besondere Bekanntheit erlangte er durch seine gemeinsam mit Paul R. Lawrence erarbeiteten Beiträge zur Kontingenztheorie, die im deutschsprachigen Raum als situativer Ansatz bekannt wurde.

## Leben und Forschung
Als Sohn von Hans Lorsch und dessen Ehefrau Serina, einer Bibliothekarin, wurde Jay Lorsch am 8. Oktober 1932 in Saint Joseph (Missouri) geboren. Lorsch wuchs in Kansas City (Missouri) auf. Nach seinem Abschluss am Antioch College, 1955, setzte Lorsch sein Studium an der Columbia University bis zum Erlangen des Master-Abschlusses 1956 fort. Von 1956 bis 1959 diente er als Leutnant im Army Finance Corps. 1964 promovierte Lorsch an der Harvard Business School in Business Administration. 1964 begann er als Dozent für Organisationsverhalten an der Harvard Business School und wurde 1972 zum ordentlichen Professor berufen. 1978 wurde Lorsch zum Louis E. Kirstein Professor of Human Relations der Harvard Business School berufen.
Seinen Ruf begründete Lorsch in seiner Zusammenarbeit mit Paul Lawrence in den 1960ern und 1970ern. Ihre meistzitierte Arbeit, Organization and Environment? befasst sich mit der Kontingenztheorie für Organisationen. Sie vertreten den Standpunkt, dass es keine beste Form für Organisationen gibt, sondern dass sich die Organisation den Umständen (den Kontingenzen) beugen müsse.
Sie untersuchten sechs Unternehmen der chemischen Industrie, um ein gleichartiges Umfeld zu gewährleisten. Ihr Interesse konzentrierte sich auf die Integration und die Differenzierung der Untereinheiten der Unternehmen und wie diese Untereinheiten mit der Umwelt des Unternehmens in Beziehung standen. Die Informationen erhielten sie durch Interviews mit Führungskräften der damals äußerst dynamischen Industrie. Die verwendeten, operativen Definitionen waren:

“differentiation ... ‘the state of segmentation of the organizational systems into subsystems, each of which tends to develop particular attributes in relation to the requirements posed by it relevant external environment.’.”

„Differenzierung ... ist der Zustand der Segmentierung der Organisationssysteme in Untersysteme, von denen jedes dazu tendiert, eigene Attribute zu entwickeln, um die Anforderungen der relevanten externen Umwelt erfüllen zu können.“

“... integration ... ‘the process of achieving unity of effort amongst the various subsystems in the accomplishment of the organization’s task.’”

„Integration ... der Prozess mit dem eine Einheit der Anstrengungen zwischen den verschiedenen Subsystemen zur Erreichung der unternehmerischen Aufgaben erreicht wird.“

Die Anforderungen der Umwelt beschrieben sie als sehr unsicher für den Bereich Wissenschaft/Produktveränderung, mittlere Unsicherheit für die Marktsituation und sehr sicher für die technologisch-wirtschaftlichen Bereiche. Hohe Integration war zwischen den Verkaufs- und den Forschungsabteilungen, sowie zwischen den Forschungs- und Produktionsabteilungen erforderlich. Ihre Erkenntnisse fassten sie zusammen:
1. Struktur: Produktionsabteilungen hatten tendenziell die meiste Struktur. Grundlagenforschung war am wenigsten strukturiert. die Variabilität zwischen den Subsystemen war erheblich.
2. Orientierung auf Zwischenmenschliches: Tendenziell waren Verkaufsabteilungen stärker sozial, Produktionsabteilungen stärker Aufgaben-orientiert.
3. Zeit-Orientierung: Feedback-Zeiten für die Verkaufsabteilungen waren tendenziell die kürzesten, für Forschung und Entwicklung die längsten.
4. Ziel-Orientierung: Erwartungsgemäß waren Verkäufer stärker mit den Markt-Subsystemen befasst, Produktion mehr mit technisch-wirtschaftlichen Faktoren. Entwicklungs- und Forschungspersonal war in beiden Gebieten interessiert.

Die Daten bestätigten, dass stärker differenzierte Systeme mehr Probleme bei der Integration hatten. Durch eine Rangliste der Markt-Performance und im Vergleich der ermittelten Differenzierung und Integration konnten die Forscher bestätigen, dass hoch differenzierte Unternehmen dann eine bessere Marktleistung erbrachten, wenn sie gleichzeitig eine starke Integration erreichten.
Seine Erfahrungen mit den Kontingenzen übertrug Lorsch auch auf spätere Arbeiten, die er mit J. J. Morse und anderen durchführte.
2005 wurde Lorsch in die American Academy of Arts and Sciences gewählt.

## Bibliographie

### Bücher
- 1965: Product Innovation and Organization
- 1969: Organizational Development: Diagnosis and Action (mit Paul R. Lawrence)
- 1986: Organization and environment: managing differentiation and integration (mit Paul R. Lawrence)
- 2002: Aligning the stars : how to succeed when professionals drive results (mit Thomas J. Tierney)
- 2003: Back to the Drawing Board: Designing Corporate Boards for a Complex World (mit Colin Carter)

### Artikel
- Paul Lawrence und Jay Lorsch: Differentiation and Integration in Complex Systems. Administrative Science Quarterly, 12 (1), 1967, S, S. 1–47.